# Berberis congestiflora
Berberis congestiflora ist eine Pflanzenart aus der Familie der Berberitzengewächse (Berberidaceae). Sie stammt aus Chile. Die Beschreibung der Art wurde 1845 von Claude Gay in der  Flora Chilena veröffentlicht.

## Beschreibung
Berberis congestiflora wächst als Strauch, der Wuchshöhen von bis zu 3 Meter erreicht. Die Rinde junger Zweige ist hellgrau und behaart, manchmal glänzend, mit zunehmendem Alter wird sie kahl, matt und bisweilen zerfasert. Die Dornen sind sternförmig bis blattartig, die fünf bis 15 Dornäste zwischen 2 und 5 Millimeter lang.
Die ledrigen elliptischen, ovalen bis runden Laubblätter sind unterseits blaugrün, werden 0,9 bis 3,5 Zentimeter lang und 0,6 bis 2,5 Zentimeter breit. Die Blätter sind ganzrandig oder mit bis zu sieben dornigen Zähnen an jeder Seite besetzt. Der Blattstiel kann bis 1,5 Zentimeter lang werden.
Der doldige oder traubige Blütenstand ist eine 2 bis 5 Zentimeter lang und setzt sich aus bis zu 25 Blüten zusammen. Die einzelnen zwischen 2,5 und 3 Millimeter großen Blüten enthalten 14 Blütenhüllblätter und stehen an 2 bis 4 Millimeter langen Stielen.
Die Frucht ist eine annähernd kugelförmige, bis 6 Millimeter große Beere und vier bis fünf glänzende Samen, die etwa 4 Millimeter lang sind.
Berberis congestiflora blüht in ihrer Heimat von Oktober bis Dezember und fruchtet im Januar.

## Vorkommen
Die in Chile michai genannte Pflanzenart ist im chilenischen Zentraltal in den Regionen Región de la Araucanía und Región de los Lagos endemisch. Sie kommt dort in Höhenlagen unterhalb von 500 m NN vor. Die Art scheint Standorte an Zäunen zu bevorzugen, ihr Lebensraum wird durch die Umwandlung in landwirtschaftlich genutzte Flächen stark eingeschränkt.